# 1956年コルチナ・ダンペッツオオリンピックのイタリア選手団
1956年コルチナ・ダンペッツオオリンピックのイタリア選手団（1956ねんコルチナ・ダンペッツオオリンピックのイタリアせんしゅだん）は、1956年1月26日から2月5日まで、イタリアのコルティーナ・ダンペッツォで開催された1956年コルチナ・ダンペッツオオリンピックのイタリア選手団、およびその競技結果。

## 概要
今大会は開催国として迎え、金メダル1個、銀メダル2個、合計3個のメダルを獲得した。

## メダル
| メダル | 選手名                                                                                    | 競技       | 種目        |
| ------ | ----------------------------------------------------------------------------------------- | ---------- | ----------- |
| 金     | ランベルト・ダッラ・コスタ ジャコモ・コンティ                                             | ボブスレー | 男子2人乗り |
| 銀     | ユージェニオ・モンティ レンツォ・アルヴェーラ                                             | ボブスレー | 男子2人乗り |
| 銀     | ユージェニオ・モンティ ウルリコ・ジラルディ レンツォ・アルヴェーラ レナート・モチェリーニ | ボブスレー | 男子4人乗り |